# Туркменистан на Светском првенству у атлетици на отвореном 1999.
Туркменистан је после пропуштеног 6. Светског првенства 1997. у Атини учествовао на 7. Светском првенству 1999. одржаном у Севиљи од 20. до 29. августа.
У његовом трећем учешћу на светским првенствима на отвореном Туркменистан је предстаљала једна атлетичарка која се такмичила у троскоку.
Такмичарка Туркменистана није освојио ниједну медаљу, нити је оборила неки рекорд.

## Учесници
| Жене: - Викторија Бригадна — Троскок |

## Резултати

### Жене
| Атлетичар          | Дисциплина | Лични рекорд | Квалификације | Квалификације | Финале               | Финале       | Детаљи |
| Атлетичар          | Дисциплина | Лични рекорд | Резултат      | Место         | Резултат             | Место        | Детаљи |
| ------------------ | ---------- | ------------ | ------------- | ------------- | -------------------- | ------------ | ------ |
| Викторија Бригадна | трпскок    | 7,95 НР      | 7,84          | 10 у гр Б     | Није се квалификовао | 20 / 24 (26) | [ 1 ]  |